# Rok Praznik
Rok Praznik né le 15 mars 1980 est un joueur de handball slovène évoluant au poste de demi-centre en équipe nationale de Slovénie et pour le club allemand du SG BBM Bietigheim.
En 2011 il traverse la frontière franco-espagnole et vient s'établir au Paris Handball au même moment que son compatriote Goran Kozomara. Avec la restructuration du club à l'été 2012, il joue peu, l'entraîneur parisien lui préférant Nicolas Claire et Mladen Bojinović au poste de demi-centre.
Il quitte le PSG Handball en 2013. Après quelques mois sans club, il retourne en Slovénie en novembre 2013, au RK Celje, son club formateur. Deux mois plus tard il signe avec le club qatari d’Al-Rayyan SC jusqu’à la fin de saison.
En novembre 2014 il rejoint le club allemand SG BBM Bietigheim, où il signe en même temps qu'un ancien coéquipier du RK Cimos Koper, Darko Stanić.